# Industrie forestière aux États-Unis

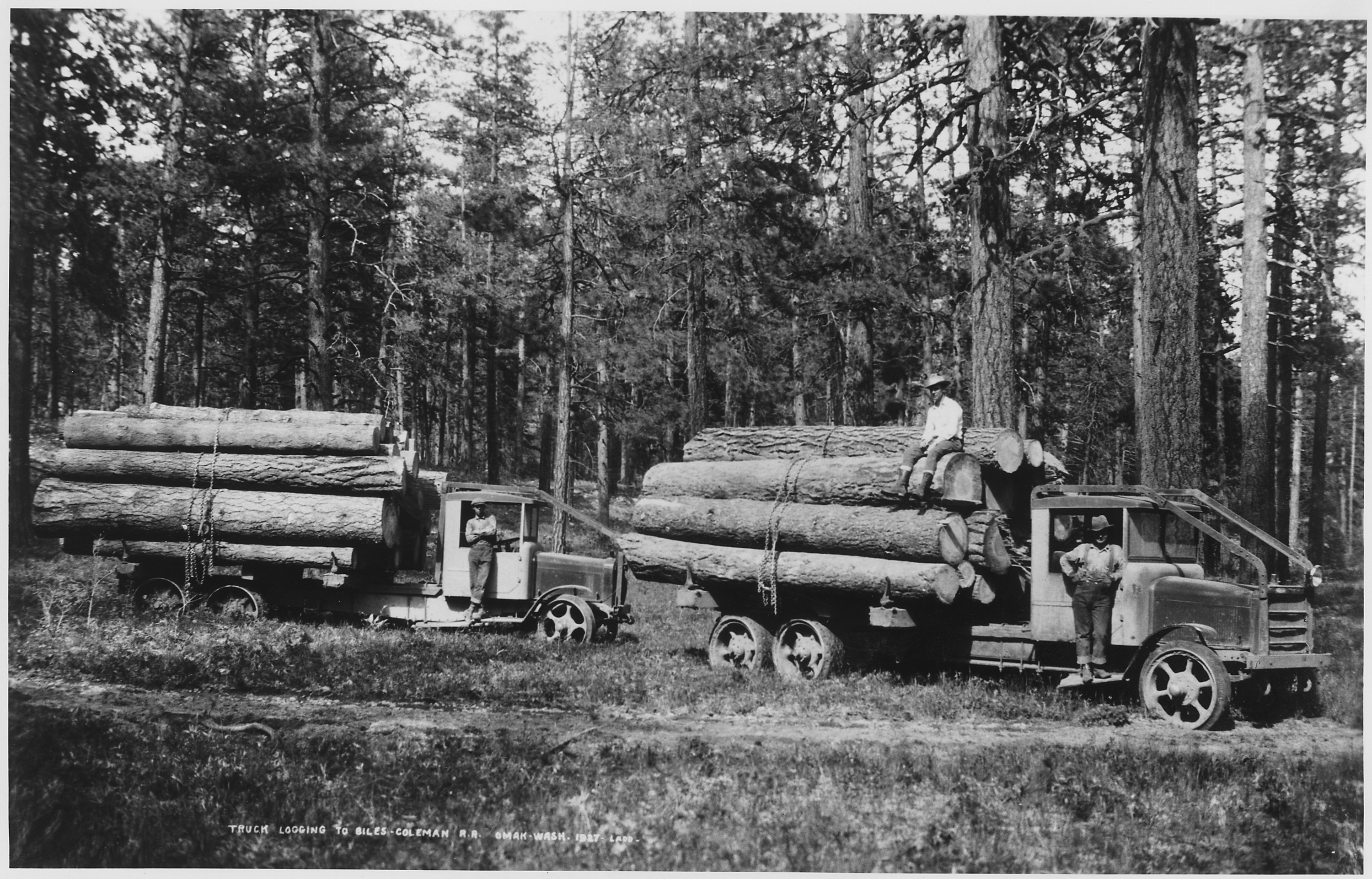
Bûcherons américains dans le comté d'Okanogan, Washington, 1927.

 (septembre 2022).
La mise en forme du texte ne suit pas les recommandations de Wikipédia : il faut le « wikifier ».
Les points d'amélioration suivants sont les cas les plus fréquents. Le détail des points à revoir est peut-être précisé sur la page de discussion.
- Les titres sont pré-formatés par le logiciel. Ils ne sont ni en capitales, ni en gras.
- Le texte ne doit pas être écrit en capitales (les noms de famille non plus), ni en gras, ni en italique, ni en « petit »…
- Le gras n'est utilisé que pour surligner le titre de l'article dans l'introduction, une seule fois.
- L'italique est rarement utilisé : mots en langue étrangère, titres d'œuvres, noms de bateaux, etc.
- Les citations ne sont pas en italique mais en corps de texte normal. Elles sont entourées par des guillemets français : « et ».
- Les listes à puces sont à éviter, des paragraphes rédigés étant largement préférés. Les tableaux sont à réserver à la présentation de données structurées (résultats, etc.).
- Les appels de note de bas de page (petits chiffres en exposant, introduits par l'outil «  Source ») sont à placer entre la fin de phrase et le point final[comme ça].
- Les liens internes (vers d'autres articles de Wikipédia) sont à choisir avec parcimonie. Créez des liens vers des articles approfondissant le sujet. Les termes génériques sans rapport avec le sujet sont à éviter, ainsi que les répétitions de liens vers un même terme.
- Les liens externes sont à placer uniquement dans une section « Liens externes », à la fin de l'article. Ces liens sont à choisir avec parcimonie suivant les règles définies. Si un lien sert de source à l'article, son insertion dans le texte est à faire par les notes de bas de page.
- La présentation des références doit suivre les conventions bibliographiques. Il est recommandé d'utiliser les modèles {{Ouvrage}}, {{Chapitre}}, {{Article}}, {{Lien web}} et/ou {{Bibliographie}}. Le mode d'édition visuel peut mettre en forme automatiquement les références.
- Insérer une infobox (cadre d'informations à droite) n'est pas obligatoire pour parachever la mise en page.

Pour une aide détaillée, merci de consulter Aide:Wikification.
Si vous pensez que ces points ont été résolus, vous pouvez retirer ce bandeau et améliorer la mise en forme d'un autre article.
 L' histoire de l'industrie du bois aux États-Unis s'étend des premières spéculations britannique sur le bois de la période précoloniale, à la colonisation britannique qui a suivi, au développement américain jusqu'au XXIe siècle. À la suite de la quasi-éradication du bois domestique sur les îles britanniques, l'abondance de forêts anciennes dans le Nouveau Monde constitua une alternative intéressante à l'importation de bois de choix de la Baltique via les détroits et canaux étroits entre le Danemark et la Suède. Le bois facilement disponible s'avéra une ressource incroyable pour les premiers colons, la consommation intérieure et la demande extérieure de ravitaillement. L'industrie se développa rapidement alors que les Américains se frayaient un chemin à travers le pays. Dans cette poursuite, des millions de peuples autochtones furent assassinés, déplacés et réduits en esclavage pour les besoins de l'industrie du bois.
Dans les années 1790, la Nouvelle-Angleterre exportait chaque année 36 millions de pieds de planches de pin et 300 mâts de navires, dont plus de 75 % provenaient du Massachusetts (qui comprenait le Maine) et 20 % supplémentaires du New Hampshire. En 1830, Bangor, dans le Maine, devint le plus grand port d'expédition de bois au monde et déplacera plus de 8,7 milliards de pieds-planche de bois au cours des soixante-deux années suivantes.

## Époque coloniale
Les forêts anglaises de feuillus et de conifères avaient été pratiquement décimées au XIIIe siècle. À partir des années 1540, une nouvelle exploitation de ses forêts restantes se fit alors que les usines britanniques commençaient à consommer de grandes quantités de bois pour alimenter son industrie du fer. Dans une tentative de préserver sa ressource en diminution, le parlement adopta l' Act for the Preservation of Woods de 1543, limitant l'abattage supplémentaire de bois à 440 mètres de la propriété foncière. Cependant, au XVIIe siècle, même les parcelles qui avaient été réservées à la Couronne avaient été épuisées. En conséquence, le prix du bois de chauffage doubla entre 1540 et 1570, laissant littéralement les plus pauvres mourir de froid,.
En 1584, Richard Hakluyt, archidiacre de l'abbaye de Westminster à Londres et géographe prééminent en Europe, publia un manuscrit intitulé A Discourse of Western Planting, dans lequel il préconisait la colonisation de l'Amérique du Nord pour «l'emploi d'un nombre d'hommes oisifs» pour extraire ses ressources naturelles. pour l'exportation vers l'Angleterre. Parmi les produits répertoriés comme biens commercialisables figuraient les arbres. Hakluyt croyait que l'Amérique du Nord et son stock infini de ressources résoudraient le dilemme de la nation. Hakluyt prévoyait qu'une industrie du bois établie fournirait des rendements qui justifieraient en soi un investissement dans la colonisation de la région qui deviendraient communément connue sous plusieurs noms, notamment; Norumbega, Acadia, Virginia ou New England.
Hakluyt et sept autres hommes formèrent une société par actions bien nommée la Virginia Company et, le 10 avril 1606, reçurent du roi James I la First Virginia Charter (en), la première charte de Virginie. La charte divisait la société en deux groupes distincts, un groupe basé à Londres connu sous le nom de London Company (dont Hakluyt était membre) et un groupe basé à Plymouth connu sous le nom de Plymouth Company (en) . La charte décréta le droit pour les deux compagnies « make habitation, plantation, and to deduce a colony of sundry of our people into that part of America commonly called Virginia » entre les trente-quatrième et quarante-cinquième degrés de latitude nord. Le 20 décembre 1606, cent hommes et quatre garçons montèrent à bord des navires Susan Constant, Godspeed et Discovery et descendirent la Tamise sous les ordres du capitaine Christopher Newport.
Le 10 avril, ils entrèrent dans la baie de "Chesupioc" et atterrirent à côté de « faire meddowes and goodly tall trees ». Enfin, le 26 avril 1607, la London Company atteignit la Virginie et nomma sa colonie Jamestown en l'honneur du roi. Presque immédiatement, la London Company commença à envoyer des cargaisons d'arbres en Angleterre. Une lettre écrite en 1608 exprimant la découverte abondante de bons arbres pour l'exportation disait: « I heare not of any novelties or other commodities she hath brought more then sweet woode ». Cependant, tout exportation fut retardée. Au cours de l'hiver 1609, 154 des 214 premiers colons périrent. L'événement restera dans les mémoires comme le Starving Time (en), et il faudra encore onze ans avant que la production de bois de quelque importance ne reprenne en Nouvelle-Angleterre.

En 1621, la pression des financiers de la Plymouth Company poussa les colons à expédier en Angleterre un chargement de leurs marchandises sur le navire Fortune chargé de bonnes planches à clin:« laden with good clapboard as full as she could stowe ». Cependant, il ne fallut pas longtemps avant que les pèlerins se rendent compte que leur approvisionnement en bois était une ressource trop précieuse pour être exportée et restreignirent rapidement les ventes à l'étranger dans un décret à l'échelle de la colonie :

« That for the preventing of such inconveniences as do and may befall the plantation by the want of timber, That no man of what condition soever sell or transport any manner of works…[that] may tend to the destruction of timber…without the consent approbation and liking of the Governor and councile. »

Dans les années 1680, plus de deux douzaines de scieries fonctionnaient dans le sud du Maine.

### Logement précoce
Les maisons servent de stabilisateur pour les colonies qui tentent d'établir une résidence permanente. Par conséquent, lors de l'établissement de Jamestown, la London Company entreprit rapidement de construire une fortification pour se protéger des politiques autochtones dont elle infiltrait les terres. À la mi-juin 1607, la compagnie avait terminé la construction de son fort, de forme triangulaire, enfermant environ un acre, avec son côté fleuve s'étendant sur 420 pieds et ses autres côtés mesurant 300 pieds. Dans le fort, la compagnie construisit une église, un entrepôt, des logements - toutes les commodités dont la colonie aurait besoin pour survivre. Entre février et mai 1609, des améliorations furent apportées à la colonie ; vingt cabanes furent construites et, en 1614, Jamestown se composait de « two faire rowes of howses, all of framed timber, two stories, and an upper garret or corne loft high, besides three large, and substantial storehowses joined together in length some hundred and twenty foot, and in breadth forty…. » Sans la ville « ...in the Island [were] some very pleasant, and beautiful howses, two blockhowses...and certain other framed howses »
Avant l'arrivée des Européens, les Patuxets avaient façonné les forêts pendant des milliers d'années. Là où les clairières naturelles n'existaient déjà plus, les Patuxets brûlèrent et abattirent systématiquement des étendues de forêt pour cultiver du maïs et construire leurs habitations. De nombreux établissements coloniaux d'origine seraient plus tard situées sur de tels sites, notamment Plymouth, Boston, Salem, Medford et Watertown. Cependant, au milieu des années 1630, les affleurements d'origine sans arbres devinrent surpeuplés et ne purent plus supporter de peuplement supplémentaire. Avec l'arrivée d'une nouvelle vague d'immigration, les colons furent forcés d'aller dans les bois pour faire valoir leurs droits de propriété.

Un colon a expliqué le processus de construction d'un abri rudimentaire, par lequel un individu creusait une fosse carrée dans le sol, à la manière d'une cave, de 6 ou 7 pieds de profondeur, aussi longue et aussi large qu'il le jugeait approprié, recouvrait la terre à l'intérieur avec du bois:

« dig a square pit in the ground, cellar fashion, 6 or 7 feet deep, as long and as broad as they think proper, case the earth inside with wood all around the wall, and line the wood with the bark of trees or something else to prevent the caving in of the earth; floor this cellar with plank and wainscot it overhead for a ceiling, raise a roof of spars clear up and cover the spars with bark and green sods »

Au fur et à mesure que les marchandises, les outils et les matériaux de construction affluaient en Virginie, la construction de maisons progressait, produisant des fondations solides sur lesquelles des bois équarris étaient érigés, l'extérieur recouvert de planches à clin et l'intérieur recouvert de lambris. En 1612, l'argile était draguée des rivières James et Chickahominy. Des briques furent cuites et érigées en cheminées, ainsi que des maisons pour les plus aisés. Cependant, la nécessité imposa de défricher le terrain de ses bois, ce qui se traduisit par une abondance de matériaux optimaux pour la construction de maisons à charpente de bois.
En ce qui concerne l'architecture de la maison typique du XVIIe siècle, les structures étaient en moyenne des structures d'un étage avec un grenier accessible par un escalier en forme d'échelle. Il y avait souvent des cheminées aux deux extrémités de la maison, où les repas étaient généralement préparés sur un foyer ouvert. Les maisons mesuraient en moyenne entre trente et quarante pieds de longueur et entre dix-huit et vingt pieds de largeur,.

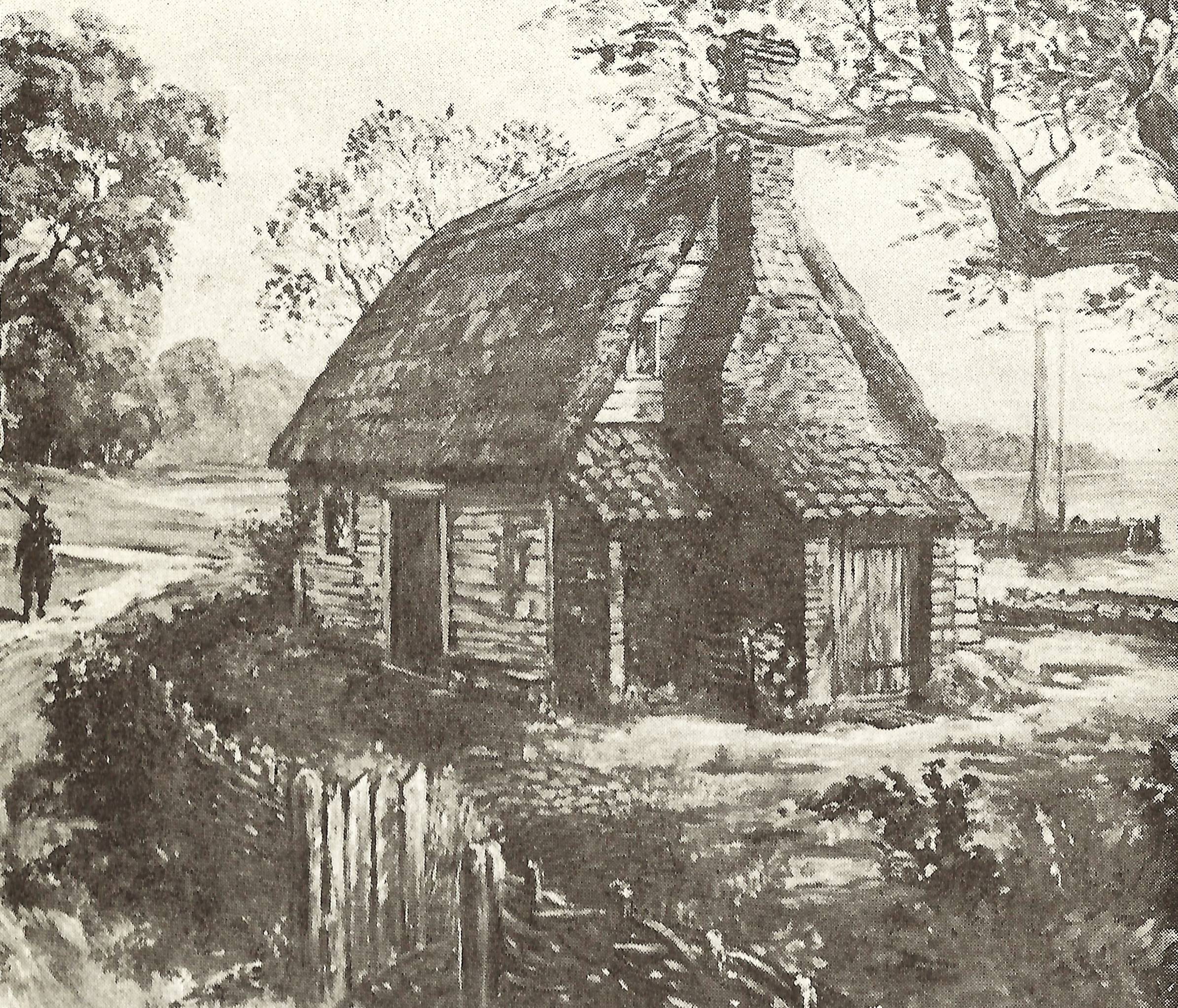
Une petite maison coloniale de Jamestown, construite vers 1630

### Marchés commerciaux
Dans les années 1600, pratiquement aucun commerce n'existait entre la Grande-Bretagne et la Nouvelle-Angleterre. En fait, il faudra près de cinquante ans à l'Amirauté pour envoyer personnellement des navires à mât et recruter des colons désireux de produire du bois pour les fournitures britanniques. Cependant, le bois devint un matériau utilisé en abondance pour les objets du quotidien. L'hickory, le frêne et le charme étaient utilisés pour fabriquer des bols et des outils. Le cèdre et le noyer noir furent utilisés pour leurs propriétés ornementales et transformés en boîtes décoratives, meubles et crosses de cérémonie. Et la sève sucrée fut extraite de l'érable, rivalisant avec le miel comme principale source d'édulcorant de la colonie,.
Les lois britanniques sur la navigation empêchaient la Nouvelle-Angleterre d'échanger ses précieux produits avec d'autres nations européennes. Cependant, le bois était exclu des lois sur la navigation, permettant aux colonies d'exporter de grandes quantités de produits ligneux vers des nations autrement redevables des droits britanniques. Des douelles de chêne pour les tonneaux de vin, ainsi que du bois de construction, des planches de pin blanc et des bardeaux de cèdre furent échangés vers l'Espagne, le Portugal, les îles Canaries, les Açores et Madère. De plus, le commerce intercolonial était illimité, permettant le développement d'une relation commerciale majeure avec la Barbade britannique.
Après avoir depuis longtemps abandonné toutes les autres cultures au profit de la production de sucre et complètement dépouillé leurs îles de bois, la Barbade et plus tard d'autres îles des Caraïbes devinrent pratiquement dépendantes des importations de bois de la Nouvelle-Angleterre. Une lettre de représentants de la Barbade au Parlement britannique en 1673 illustre la nécessité pour laquelle ils comptaient sur le bois de la Nouvelle-Angleterre. Du bois était nécessaire pour entretenir leurs bâtiments, des merrains et des têtes de chêne rouge poreux étaient nécessaires pour transporter les fûts de sucre et de mélasse - même les ressources de production étaient demandées pour assurer des économies d'échelle. En 1652, la Nouvelle-Angleterre avait établi de solides marchés outre-mer en expédiant du bois, des navires de mer et des produits de la pêche,.

### Marchés maritimes
Le 27 avril 1607, un jour après que la London Company eut atteint le Chesapeake, un groupe de colons construisit un petit bateau qu'il lança le lendemain. Dans les années 1600, presque tout le commerce se faisait par voie d'eau et, en Virginie, la Shallop (en) était le bateau le plus utilisé dans la colonie. En raison de sa taille relativement petite (16 à 20 pieds de long), il était parfaitement adapté à l'exploration des rivières et des ruisseaux, ainsi qu'au commerce et au transport du tabac vers les navires,.
Peu de temps après sa création, la construction navale dans la colonie de Virginie devint une opération très simple réalisée par des propriétaires de plantations. Un emplacement approprié le long de la rive d'un ruisseau avec de l'eau suffisamment profonde pour faire flotter un navire était essentiel. De même, l'accès à du bois adapté et les moyens de transport des matériaux étaient cruciaux. Cependant, la construction navale stagna et la construction navale ne réussit pas à se développer au cours de ces premières années. De plus, les quelques charpentiers de bateaux habitant la colonie périrent lors du grand massacre indien de 1622,.

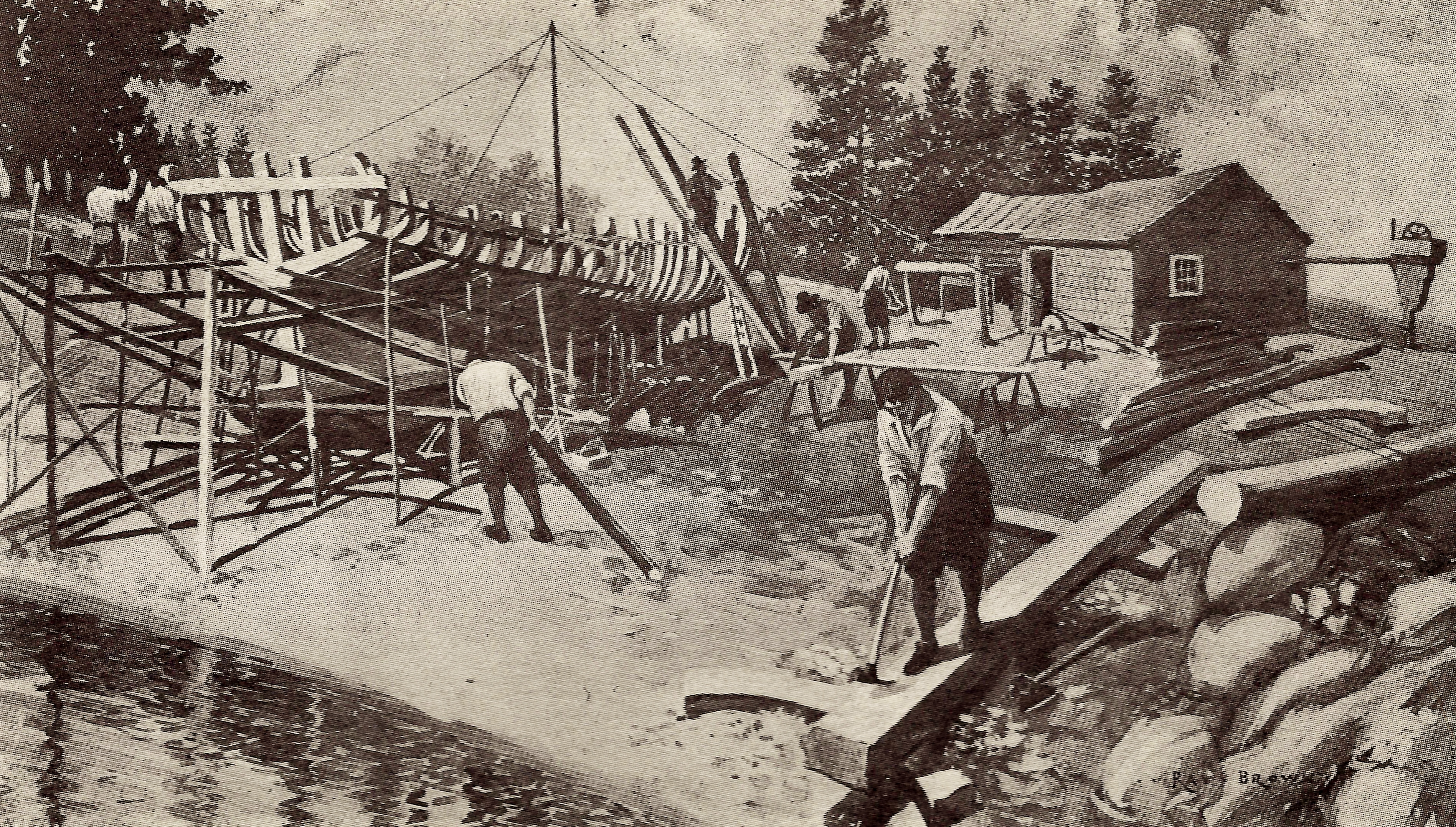
Premier chantier naval

En 1629, les financiers des sociétés respectives étaient devenus de plus en plus préoccupés par les échecs à réaliser des retours sur leur investissement. En conséquence, la New England Company (une version réorganisée de la Plymouth Company) ainsi que les directeurs de la Massachusetts Company envoyèrent leurs propres constructeurs navals pour relancer la construction navale nationale. En conséquence, la construction navale au début des années 1630 prit soudainement vie le long des rives de Boston et de Charlestown. La région apparaissait comme si elle était conçue pour la construction de navires.
Les chênes blancs fournirent d'excellents bois de construction et des bordages. Les cèdres, les châtaigniers et les chênes noirs furent parfaits pour les œuvres mortes des navires - en raison de leur imperméabilité aux liquides, de leur résistance aux chocs, de leur force, de leur durabilité naturelle et de leurs propriétés de résistance à la pourriture, entre autres,,. En une décennie, les bateaux et les navires proliférèrent.
Dans A Perfect Description of Virginia, un auteur anonyme écrivit que la colonie grouillait de «pinasses, barques, grands et petits bateaux: « pinnaces, barks, great and small boats many hundreds, for most of their plantations stand upon the rivers’ sides and up little creeks and but a small way into the land. » En 1662, l'Assemblée générale de Virginie chercha à encourager davantage la construction navale en promulguant une série de lois incitatives qui déclaraient :
que quiconque construira un petit vaisseau avec un pont aurait droit, s'il est au-dessus de vingt tonneaux et au-dessous de cinquante tonneaux, à cinquante livres de tabac par tonne ;

« Be it enacted that every one that shall build a small vessel with a deck be allowed, if above twenty and under fifty tons, fifty pounds of tobacco per ton; if above fifty and under one hundred tons, two hundred pounds of tobacco per ton; if above one hundred tons, two hundred pounds per ton. Provided the vessel is not sold except to an inhabitant of this country in three years »

.
Les constructeurs furent également incités en recevant deux shillings d'exonération des droits d'exportation par barrique de tabac, ainsi qu'une exonération des droits de château, une réduction de deux pence par gallon sur l'alcool importé et une exonération des droits traditionnellement imposés aux capitaines de navire lors de l'entrée et lors du dédouanement. En outre, pendant toute la durée du gouvernement royal, il y eut diverses lois remettant les droits sur les importations reçues sur les navires indigènes, la remise des droits de tonnage et les exemptions de licences et de cautionnement, le cas échéant.
La taille des navires en Virginie avait également augmenté régulièrement, et le savoir-faire s'était amélioré, de sorte que dans une lettre à Lord Arlington (en) , le secrétaire de la colonie Thomas Ludwell se vantait : « We have built several vessels to trade with our neighbors, and do hope ere long to build bigger ships and such as may trade with England » L'étonnement fut tel devant la rapidité avec laquelle la construction navale de la Nouvelle-Angleterre avait rapidement progressé qu'un article fut soumis dans l'English News Letter du 12 mars 1666 décrivant « frigate of between thirty and forty [tons?], built in Virginia, looks so fair, it is believed that in short time, they will get the art of shipbuilding as good frigates as there are in England ». Dès 1690, le Dr Lyon G. Tyler dans The Cradle of the Republic écrivit que des navires de 300 tonnes étaient construits en Virginie et que le commerce aux Antilles se faisait dans de petits sloops.
Indépendamment de l'augmentation de la production de bois, le produit n'était pas aussi rentable que Richard Hakluyt l'avait espéré. La cause en était en partie les salaires plus élevés payés par les propriétaires libres par rapport à leurs homologues serfs en Europe, ainsi que le coût de la navigation transatlantique. Alors que les ports de Boston facturaient quarante à cinquante shillings, les ports de la Baltique n'en facturaient que neuf.
Cela changea avec la crise du bois en Angleterre après que la concurrence commerciale avec les Néerlandais ait atteint un point de rupture. Les lois sur la navigation de 1651 avaient considérablement limité les importations en Angleterre, incitant le Danemark à s'attaquer aux navires britanniques alors qu'ils naviguaient vers et depuis la mer Baltique transportant leur cargaison de bois. C'est à cette époque, à la veille de la première guerre anglo-néerlandaise (1652-1654) que l'Amirauté envisagea un plan pour développer une source nord-américaine de bois et de mâts, et renoncer à une éventuelle crise en raison de la longue réparation imminente des mâts brisés par la bataille.
Le sapin d'Europe du Nord avait été le bois de prédilection de l'Amirauté pour la construction de ses mâts. Cependant, trouvant sa chaîne d'approvisionnement obstruée, le deuxième choix de l'Amirauté fut le pin blanc d'Amérique du Nord. Une cargaison avait été reçue de Jamestown en 1609 et une autre en 1634 de la baie de Penobscot, toutes deux jugées convaincantes. Il y eut un désaccord entre les chercheurs sur la variété la plus forte, mais le pin blanc d'Amérique du Nord était considéré comme plus résistant, un quart plus léger et exponentiellement plus gros; atteignant une hauteur de 250 pieds, plusieurs pieds de diamètre à la base, et pesant jusqu'à 15 à 20 tonnes. En conséquence, l'Amirauté envoya une flotte de navires à mât en 1652 et commença l'importation régulière de mâts de la Nouvelle-Angleterre vers la Grande-Bretagne.
À la suite du développement de l'industrie de la construction navale en Nouvelle-Angleterre, il devint courant pour les Britanniques de vendre au détail des navires de la Nouvelle-Angleterre en raison de coûts de production nettement inférieurs. L'abondance de munitions de marine et de bon bois permit aux colons de produire des navires trente pour cent moins chers que les Anglais, ce qui en fit l'exportation manufacturée la plus rentable de la période coloniale.
L'entreprise de l'Amirauté pour extraire des grumes de mât de la forêt de la Nouvelle-Angleterre, à son tour, produisit une main-d'œuvre qui, avec elle, se développa en une industrie nationale du bois en plein essor. Étant donné que plus de quatre-vingt-dix pour cent des pins de la Nouvelle-Angleterre récoltés ne convenaient pas aux mâts, un important marché du bois de construction et des produits de base émergea, convertissant les mâts rejetés en planches, solives et autres bois de construction marchands. Le succès des entrepreneurs coloniaux était tel que la Couronne craignait que sa nouvelle ressource de magasins et de mâts navals fiables ne diminue rapidement.
En réponse, le roi Guillaume III promulgua une nouvelle charte en octobre 1691 régissant la colonie de la baie du Massachusetts, réservant au roi all Trees of the Diameter of Twenty Four Inches and upwards tous les arbres d'un diamètre de vingt-quatre pouces et plus qui n'était pas auparavant accordés à des particuliers,. La partie de la charte devint rapidement connue sous le nom de King's Broad Arrow. Tout le bois consigné en vertu de la charte était marqué de trois coups de hache ressemblant à une flèche à l'envers. L'importance de la politique n'augmenta qu'avec le début de la Grande Guerre du Nord (1700-1721), qui pratiquement stoppa les exportations de la Baltique vers l'Angleterre. Par conséquent, le Parlement britannique commença à adopter une série de lois réglementant les importations en provenance de la Baltique et favorisant les importations en provenance de la Nouvelle-Angleterre.

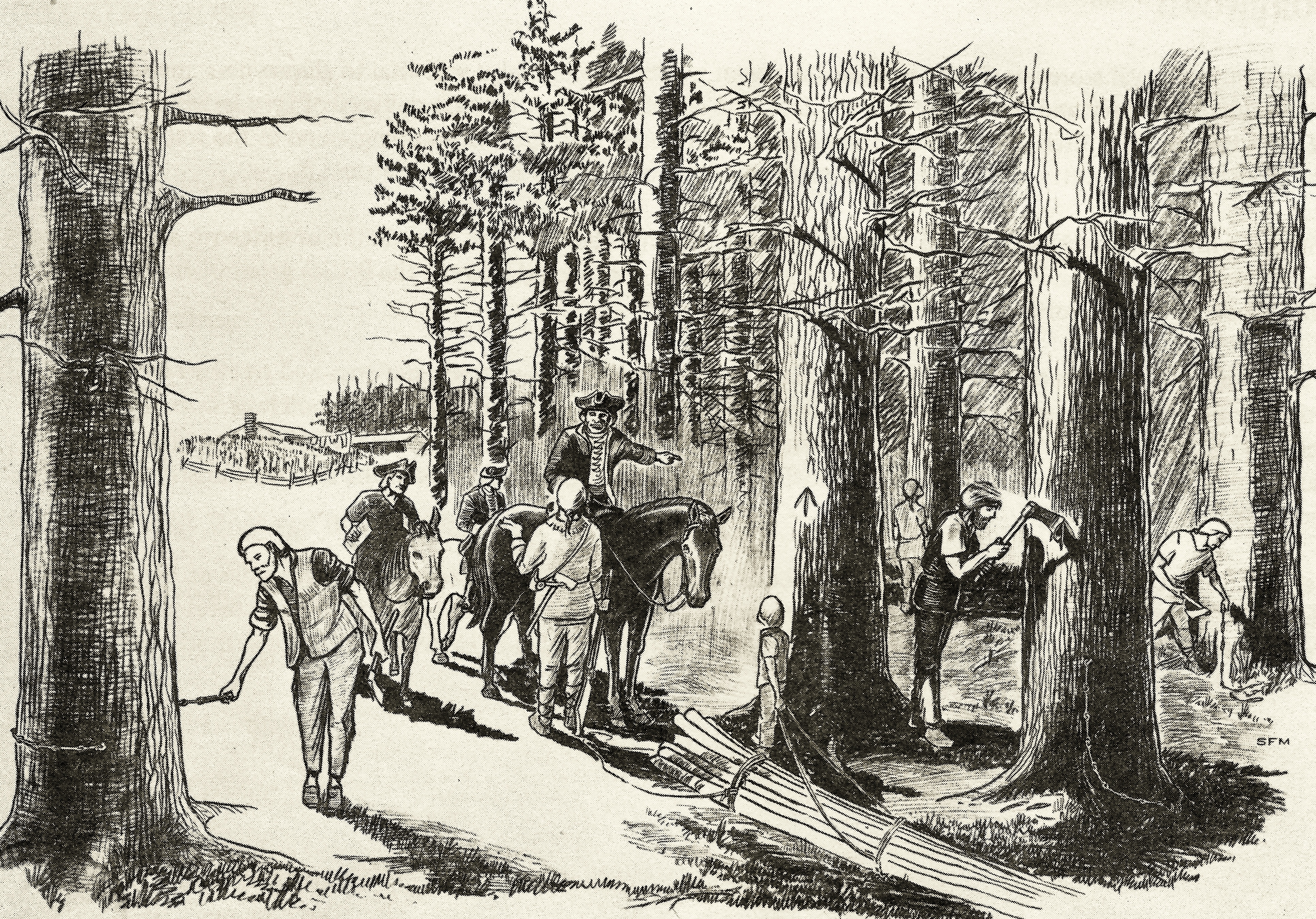
Agents marquant les arbres avec la King's Broad Arrow

La loi de 1704 encouragea l'importation de munitions de marine de la Nouvelle-Angleterre, offrant 4 £ par tonne de goudron de pin ou de poix, 3 £ par tonne de térébenthine et 1 £ par tonne de mâts et de beauprés (40 pieds cubes). La loi de 1705 interdit l'abattage des pins non clôturés ou petits et des arbres à goudron d'un diamètre inférieur à douze pouces. La loi de 1711 donna au Survey General of the King's Forests l'autorité sur toutes les colonies du New Jersey au Maine. Enfin, la loi de 1721 étendit la domination des forêts du roi à tous les arbres qui ne se trouvaient pas dans un township ou ses limites et reconnut officiellement le mot américain « lumber » pour la première fois.
Cependant, les lois et la politique s'avérèrent pratiquement impossibles à appliquer. Une enquête en 1700 documente plus de quinze mille grumes en violation de la restriction de vingt-quatre pouces. Les tentatives de lutte contre l'exploitation forestière illégale se poursuivirent sous la nomination de John Bridger comme arpenteur général en 1705. Sa tâche était d'arpenter et de protéger les bois de Sa Majesté, fonctions dont il s'acquitta avec beaucoup d'enthousiasme. Bridger mena des enquêtes approfondies sur les mâts, confisqua du bois illégal et poursuivit les contrevenants, en vain. Les colons ne s'en formalisèrent pas et ignorèrent souvent la marque Broad Arrow. Il devint pratiquement impossible pour un seul arpenteur avec quelques adjoints de contrôler toute l'étendue des forêts de la Nouvelle-Angleterre. Après avoir beaucoup plaidé au nom de Bridger pour plus de ressources et d'autorité, les Parliamentary Acts (1704-1729) lentement allégèrent le fardeau de sa charge. Ironiquement, en 1718, Bridger fut démis de ses fonctions pour corruption et son prédécesseur, le colonel David Dunbar, traita le poste avec indifférence,.
Les effets de la politique sur l'économie américaine restent flous. Sans la quête de l'Amirauté pour le bois de choix, l'industrie américaine du bois ne se serait peut-être pas développée aussi rapidement. Certes, la politique assura une source stable et fiable de bois de mât pendant l'ascension de l'Angleterre vers la domination navale, mais à un prix. Les violations perçues des droits de propriété des colons de la Nouvelle-Angleterre ne servirent qu'à attiser les braises de la rébellion. Les expéditions de bois de la Nouvelle-Angleterre se sont poursuivirent sans relâche jusqu'au déclenchement de la guerre d'indépendance. Le dernier approvisionnement en mâts de la Nouvelle-Angleterre atteignit le pays le 31 juillet 1775 après que plus de 4500 pins blancs aient été envoyés dans le cadre de la politique Broad Arrow,.
La révolution industrielle américaine fit monter en flèche la demande nationale de bois. Avant la guerre civile, plus de quatre-vingt-dix pour cent de l'énergie du pays provenait du bois, alimentant les grands véhicules de transport de l'époque. Alors que les Américains s'installaient dans les Grandes Plaines affamées de bois, ils eurent besoin de matériaux provenant des régions riches en bois de la nation pour construire leurs villes. L'industrie ferroviaire en plein essor représenta un quart de la demande nationale de bois d'œuvre et nécessita le produit pour construire des wagons et des gares, des traverses façonnées et propulser les trains. Alors même que le charbon commençait à remplacer le bois comme source d'énergie, l'industrie charbonnière elle-même avait besoin de bois pour soutenir ses structures minières et créer ses propres voies ferrées. Le développement technologique aida l'industrie à répondre à la demande croissante. De nouvelles méthodes de transport du bois, comme la machine à vapeur, fournirent les moyens de se connecter plus à l'intérieur des terres et loin de l'eau. De nouvelles machines telles que la scie circulaire et la scie à ruban permirent d'abattre les forêts avec une efficacité nettement améliorée. L'augmentation de la production de bois qui en résulta vit les forêts de la Nouvelle-Angleterre s'épuiser rapidement et les bûcherons américains commencer à tracer méthodiquement leur chemin vers le sud et l'ouest à la recherche de nouvelles forêts.

## XIXesiècle
| An   | Production annuelle (millions de pieds-planche) |
| ---- | ----------------------------------------------- |
| 1850 | 5 000                                           |
| 1860 | 8 000                                           |
| 1870 | 13 000                                          |
| 1880 | 18 000                                          |
| 1890 | 23 500                                          |
| 1900 | 35 000                                          |

Dans les années 1790, la Nouvelle-Angleterre exporta chaque année 36 millions de pieds de planches de pin et 300 mâts de navires, dont plus de 75 % provenaient du Massachusetts (qui comprenait le Maine) et 20 % supplémentaires du New Hampshire. En 1830, Bangor, dans le Maine, devint le plus grand port d'expédition de bois au monde et déplaça plus de 8,7 milliards de pieds-planche de bois au cours des soixante années suivantes. Tout au long du XIXe siècle, les Américains se dirigèrent vers l'ouest à la recherche de nouvelles terres et ressources naturelles. L'approvisionnement en bois dans le Midwest diminua, obligeant les bûcherons à rechercher de nouvelles sources d '«or vert». Au cours des premières décennies du XIXe siècle, les Grands Lacs et leurs affluents traversaient des zones densément couvertes de forêt vierge. Le bois devint une ressource primaire pour les matériaux de construction régionaux et nationaux, l'industrie et le carburant,,.
En 1840, le nord de l'État de New York et la Pennsylvanie formèrent le siège de l'industrie. En 1880, la région des Grands Lacs domina l'exploitation forestière, le Michigan produisit plus de bois que tout autre État.

## XXesiècle

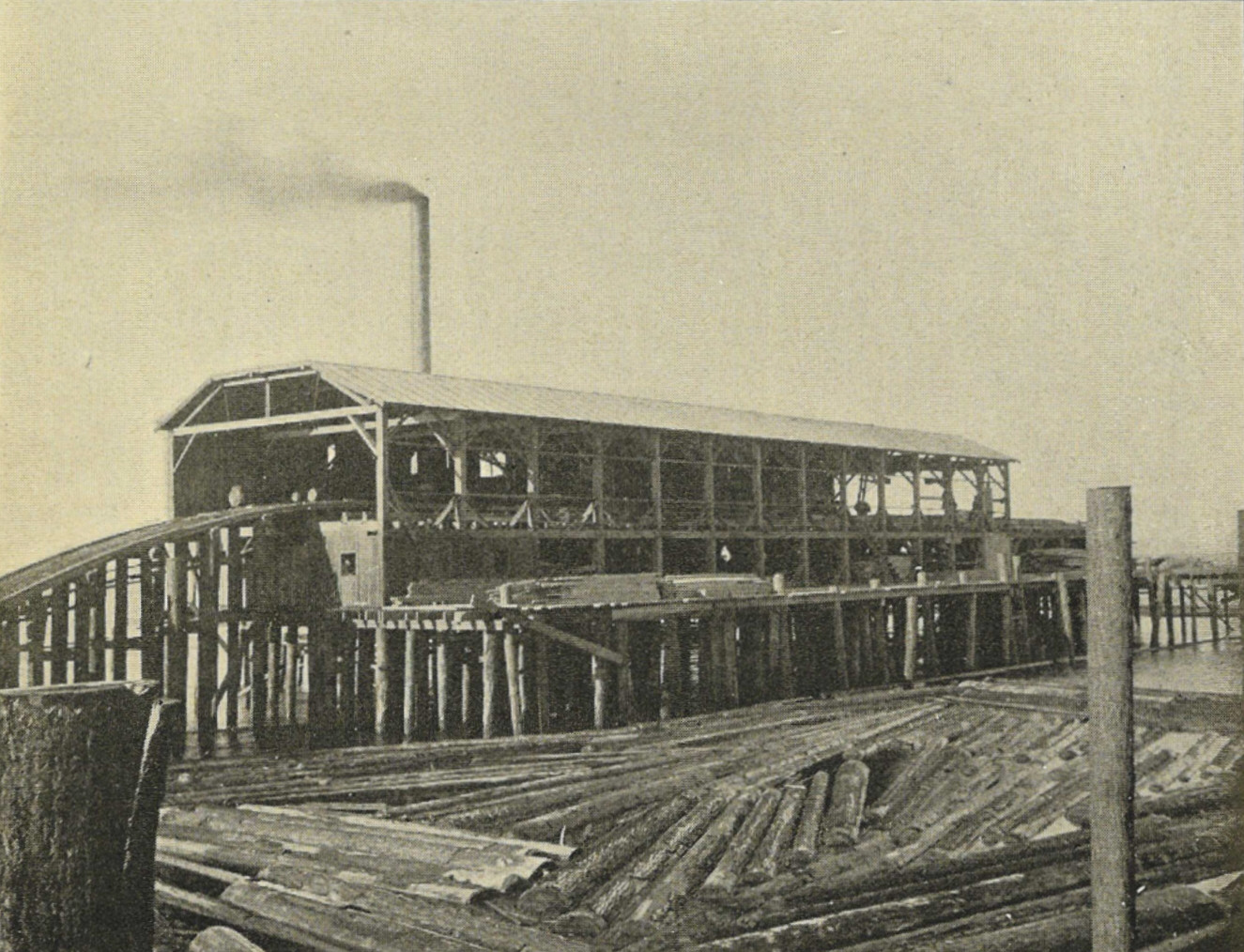
Seattle - Kerry Lumber Mill - 1900

En 1900, alors que les approvisionnements en bois dans le Haut-Midwest diminuaient déjà, les bûcherons américains regardèrent plus à l'ouest vers le Nord-Ouest Pacifique. Le déplacement vers l'ouest fut soudain et précipité : en 1899, l'Idaho produisit 65 millions de pieds-planche de bois ; en 1910, elle en produisit 745 millions. En 1920, le Nord-Ouest Pacifique produisit 30 % du bois d'œuvre du pays.
Alors qu'auparavant des individus ou des familles géraient des scieries individuelles et vendaient le bois à des grossistes, vers la fin du XIXe siècle, cette structure industrielle commença à céder la place à de grands industriels qui possédaient plusieurs scieries et achetaient leurs propres terres à bois. Aucun n'était plus grand que Friedrich Weyerhäuser (en) et sa société, qui débuta en 1860 à Rock Island, dans l'Illinois, et s' étendit à Washington et à l'Oregon. Au moment de sa mort en 1914, son entreprise possédait plus de deux millions d'acres de forêt de pins.
Après le début de la Grande Dépression, de nombreuses entreprises furent contraintes de fermer. La production totale de bois chuta à un rythme dévastateur, passant de 35 milliards de pieds-planche en 1920 à 10 milliards de pieds-planche en 1932. De plus, la baisse constante des revenus bruts, des bénéfices nets et l'augmentation de la consommation de ciment et de produits sidérurgiques aggrava le déclin de la production de bois d'œuvre.
| An   | Revenu brut (En millions de dollars) | Bénéfice net (En millions de dollars) | Production (En pieds-planche) (En millions) | Indice des prix de gros (1926=100) |
| ---- | ------------------------------------ | ------------------------------------- | ------------------------------------------- | ---------------------------------- |
| 1920 | 3 312                                | N / A                                 | 35 000                                      | N / A                              |
| 1922 | 2 402                                | 167                                   | 35 250                                      | N / A                              |
| 1924 | 2 835                                | 132                                   | 39 500                                      | 99,3                               |
| 1926 | 3 069                                | 117                                   | 39 750                                      | 100,0                              |
| 1928 | 2 342                                | 82                                    | 36 750                                      | 90,5                               |
| 1930 | 1 988                                | 110                                   | 26 100                                      | 85,8                               |
| 1932 | 854                                  | 202                                   | 10 100                                      | 58,5                               |
| 1934 | N / A                                | N / A                                 | 12 827                                      | 84,5                               |

En 1933, à la suite de l'élection et du premier mandat du président Franklin Delano Roosevelt, la National Industrial Recovery Act (NIRA) fut adopté. Le président Roosevelt croyait que la concurrence effrénée était l'une des causes profondes de la Grande Dépression. En accord avec The Effect of the NRA Lumber Code on Forest Policy, les codes nationaux du bois régirent divers aspects de l'industrie, y compris les salaires, les heures et le prix.
L'industrie souffrait sur de nombreux fronts. Il encourait des prix bas pour ses produits, des salaires bas pour ses travailleurs et faisait face à des étendues de forêt épuisées par la précédente surproduction à la fin des années 1920. Comme l'illustre le tableau ci-contre, les prix rebondirent en 1934. Ce n'était pas seulement à cause du code du bois, mais aussi de l'impact global de la dévaluation, de l'amplification des dépenses de travaux publics et de l'amélioration du système bancaire.
Alors que les forêts anciennes disparaissaient rapidement, les ressources en bois des États-Unis cessèrent d'apparaître comme illimitées. Le bûcheron canadien James Little remarqua en 1876 que la vitesse à laquelle les forêts des Grands Lacs étaient exploitées « ot only burning the candle at both ends, but cutting it in two, and setting the match to the four ends to enable them to double the process of exhaustion ».
Pour faire face à la disponibilité de plus en plus limitée des ressources en bois, la Division des forêts adopta en 1885 et, en 1891, la Forest Reserve Act (en), mettant de côté de vastes étendues de forêts comme terres fédérales. Les bûcherons furent contraints de rendre à nouveau productives les terres déjà coupées, et le reboisement des terres forestières devint une partie intégrante de l'industrie. Certains bûcherons poussèrent plus au nord-ouest vers les forêts de l'Alaska, mais dans les années 1960, la plupart des forêts non coupées restantes devinrent commercialisables.
La scie à chaîne portative et d'autres développements technologiques contribuèrent à rendre l'exploitation forestière plus efficace, mais la prolifération d'autres matériaux de construction au XXe siècle mit fin à la demande en augmentation rapide du siècle précédent.
En 1950, les États-Unis produisaient 38 milliards de pieds-planche de bois d'œuvre, et ce nombre est resté assez constant au fil des décennies, avec une production nationale de 32,9 milliards de pieds-planche en 1960 et de 34,7 milliards de pieds-planche en 1970.

## XXIesiècle

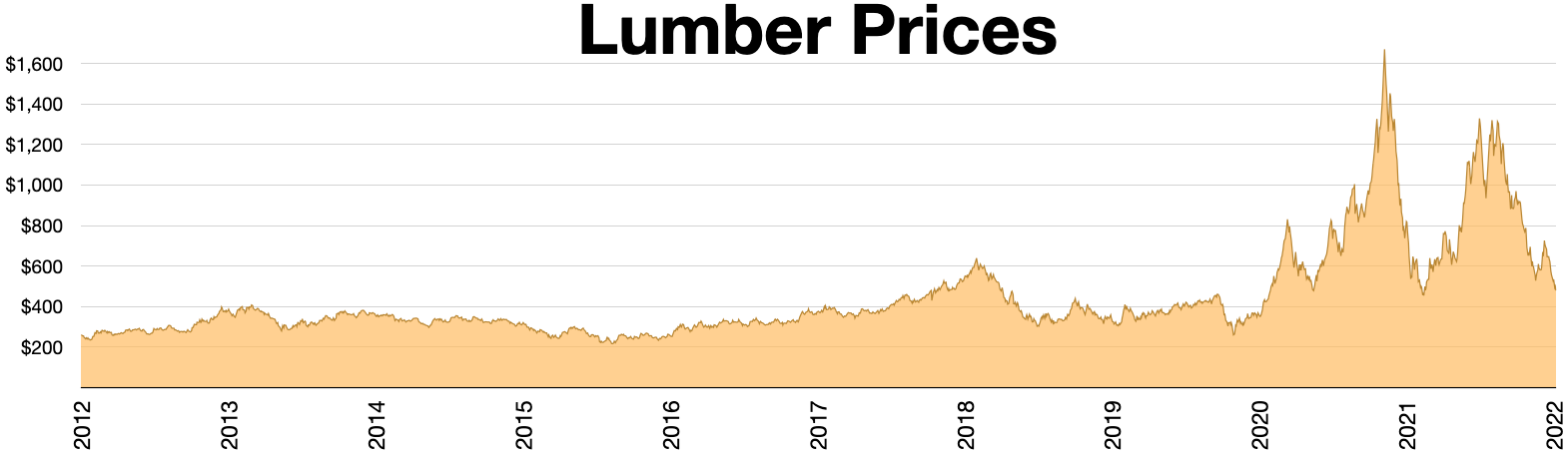
Tableau des prix du bois

À l'heure actuelle, l'économie du bois d'œuvre est en bonne santé aux États-Unis, employant directement environ 500 000 personnes dans trois industries : exploitation forestière, scierie et panneaux. La production annuelle aux États-Unis est de plus de 30 milliards de pieds-planche, ce qui fait des États-Unis le plus grand producteur et consommateur de bois d'œuvre. Malgré les progrès de la technologie et de la sensibilisation à la sécurité, l'industrie du bois reste l'une des industries les plus dangereuses au monde.
Bien que les défis du marché actuel existent, les États-Unis restent le deuxième plus grand exportateur de bois au monde. Ses principaux marchés sont le Japon, le Mexique, l'Allemagne et le Royaume-Uni. En raison des coûts de main-d'œuvre plus élevés aux États-Unis, il est courant que les matières premières soient exportées, transformées en produits finis et réimportées aux États-Unis. Pour cette raison, plus de matières premières, y compris les grumes et les copeaux de bois à pâte, sont exportées qu'importées aux États-Unis, tandis que les produits finis comme le bois d'œuvre, le contreplaqué et le placage, et les produits de panneaux ont des importations plus élevées que les exportations aux États-Unis.
Récemment, il y a eu une résurgence des villes forestières aux États-Unis. Cela est dû en grande partie à la reprise du logement. Les prix à terme du bois d'œuvre ont atteint des sommets sans précédent pendant le boom de la construction de la pandémie de COVID-19.